# D 665 (Türkei)
Die Straße D 665 (Devlet yolu 665) ist eine 130 km lange Straße in der Türkei. Sie führt von der D 230 in Eskişehir nach Süden über Seyitgazi und Kırka nach Afyonkarahisar, wo sie an der West-Ost-Achse der D 300 (Europastraße 96) endet.